# ليونارد وولف
ليونارد سيدني وولف (بالإنجليزية: Leonard Sidney Woolf)‏ (بالإنجليزية: Leonard Sidney Woolf) منظر سياسي ومؤلف وناشر ووموظف مدني وُلد في مقاطعة كنسينجتون، بلندن، المملكة المتحدة في 25 نوفمبر 1880 وتوفى في رودميل بشرق ساسكس، 14 أغسطس 1969. وهو زوج الأديبة الإنجليزية فيرجينيا وولـف

## النشأة
وُلد وولف في لندن، وهو ثالث الأطفال العشرة لسولومون ريس سيدني وولف (المعروف باسم سيدني وولف)، وهو محام ومستشار الملكة، وماري (لقبها قبل الزواج دي غونغ). عائلته يهودية. بعد وفاة والده في عام 1892، أرسِل وولف خارجًا إلى مدرسة أرلينغتون هاوس بالقرب من برايتون، ساسكس. التحق بمدرسة القديس بولس منذ عام 1894 وحتى عام 1899، وحصل في عام 1899 على منحة دراسية كلاسيكية لكلية ترينتي في كامبريدج، حيث اختير لرسل كامبريدج. من بين الأعضاء المعاصرين الآخرين ليتون ستراشي، وجون مينارد كينز، وجورج إدوارد مور، وإدوارد مورغان فورستر. على الرغم من أن ثوبي ستيفن (شقيق زوجته المستقبلية) لم يكن عضوًا بالرسل، لكنه كان ودودًا معهم. حصل وولف على شهادة بكالوريوس في عام 1902، لكنه بقي هناك لمدة عام آخر لدراسة امتحانات الخدمة المدنية التي أجريت في ذلك الوقت.
انتقل وولف إلى سيلان (سريلانكا الآن) في أكتوبر 1904، ليصبح طالبًا عسكريًا في الخدمة المدنية في سيلان، في جفنا ولاحقًا كاندي، وبحلول أغسطس 1908 عُين وكيلًا مساعدًا للحكومة في المقاطعة الجنوبية، حيث أدار مقاطعة هامبانتوتا. عاد وولف إلى إنجلترا في مايو 1911 لإجازة لمدة عام. ولكن بدلًا من ذلك، استقال في أوائل عام 1912، وتزوج من فرجينيا ستيفن في نفس العام.
عاش ليونارد وفرجينيا وولف في 17 ريتشموند غرين ابتداءً من أكتوبر 1914. ثم انتقل الزوجان إلى منزل هوغارث القريب من طريق برادايس في أوائل مارس 1915.
اشترى الزوجان وولف منزل راوند في ممر بايب في لويس عام 1919. اكتشفا في العام ذاته منزل مونك في رودميل القريبة، والذي فضلته فرجينيا وليونارد بسبب بستانه وحدائقه. ثم اشترت منزل مونك وباعت منزل راوند.
أصبح ليونارد فرجينيا وولف مؤثرين في مجموعة بلومزبري، التي شملت أيضًا العديد من الرسل السابقين الآخرين. أصبح وولف في ديسمبر عام 1917 أحد مؤسسي نادي 1917، الذي اجتمع في شارع جيرارد في سوهو.

## الكتابة
تحول وولف إلى الكتابة بعد الزواج ونشر روايته الأولى، قرية في الغابة (1913)، والتي تستند إلى سنواته التي عاشها في سيلان. وتبع ذلك سلسلة من الكتب على فترات نصف سنوية تقريبًا.
عند إدخال التجنيد الإجباري في عام 1916، خلال الحرب العالمية الأولى، رُفِض وولف في الخدمة العسكرية لأسباب طبية، والتفت إلى السياسة وعلم الاجتماع. انضم إلى حزب العمل والجمعية الفابية، وأصبح مساهمًا نظاميًا في نيو ستيتسمان. كتب الحكومة الدولية في عام 1916، واقترح وكالة دولية لفرض السلام العالمي.
مع تدهور صحة زوجته العقلية، كرس وولف معظم وقته للعناية بها (وكان هو نفسه يعاني من الاكتئاب). في عام 1917، اشترى الزوجان وولف مطبعة صغيرة تُشغل يدويًا وأسسا مطبعة هوغارث. كان مشروعهم الأول كتيبًا، مطبوعًا باليد ومُقيدًا بأنفسهم. في غضون عشر سنوات، أصبحت المطبعة دار نشر واسعة النطاق، وأصدرت روايات فرجينيا، ومنشورات ليونارد، ومن بين الأعمال الأخرى، الطبعة الأولى لأرض اليباب من تأليف توماس ستيرنز إليوت. واستمر وولف كمدير رئيسي للمطبعة حتى وفاته. عانت زوجته من نوبات حادة من المرض العقلي طوال حياتها، حتى انتحارها غرقًا في عام 1941. في وقت لاحق، وقع ليونارد في حب الفنانة المتزوجة، تريكي بارسونز.  
أصبح وولف في عام 1919 رئيس تحرير انترناشونال ريفيو. أشرف أيضًا على تحرير القسم الدولي من مجلة كونتمبريري ريفيو منذ 1920 حتى 1922. عمل محررًا أدبيًا لصحيفة نيشن آند أثنيوم يشار إليها عمومًا باسم نيشن منذ 1923 حتى 1930، ومؤسس ورئيس تحرير مجلة بوليتكال كورتيلي منذ 1931 حتى 1959، شغل لفترة من الوقت منصب سكرتير اللجان الاستشارية لحزب العمل المعنية بالمسائل الدولية والاستعمارية.
زار وولف سيلان مرةً أخرى في عام 1960، وفوجئ بدفء الترحيب الذي تلقاه، وفي الحقيقة بقي يتذكره. قبل وولف شهادة الدكتوراه الفخرية من جامعة ساسكس الجديدة في عام 1964، وفي عام 1965 انتخِب زميلًا للجمعية الملكية للأدب. ورفض عرض وسام رفقاء الشرف في قائمة التكريمات بعيد ميلاد الملكة في عام 1966.

## وصلات خارجية
- ليونارد وولف على موقع الموسوعة البريطانية (الإنجليزية)
- ليونارد وولف على موقع إن إن دي بي (الإنجليزية)
- مقطع فيديو عن  سيرة ليونارد وولف (1880-1969) على يوتيوب